# Monrepos (Forschungszentrum)
Monrepos Archäologisches Forschungszentrum und Museum für menschliche Verhaltensevolution (Eigenschreibweise: MONREPOS) in Neuwied ist eine Einrichtung des Römisch-Germanischen Zentralmuseums, Leibniz-Forschungsinstitut für Archäologie. Untergebracht sind Forschungszentrum und Museum im früheren Palais Waldheim der ehemaligen Sommerresidenz „Monrepos“ des Fürstenhauses zu Wied. Heute ist das Palais unter dem Namen Schloss Monrepos bekannt.
In Monrepos erforschen Archäologen aus aller Welt die Entstehung und Entwicklung menschlicher Verhaltensweisen in der Altsteinzeit (Paläolithikum) und der Mittelsteinzeit (Mesolithikum), indem sie archäologische Funde aus allen Winkeln der Erde untersuchen und in einen entwicklungshistorischen Kontext stellen. Das Forschungszentrum zählt zu den führenden Einrichtungen zur Erforschung der frühen Menschheitsgeschichte. Monrepos ist gleichzeitig Ausbildungsstandort des Instituts für Altertumswissenschaften der Johannes Gutenberg-Universität Mainz. Ein weiterer Träger ist die nach dem deutschen Entdecker, Ethnologe und Naturforscher Maximilian Alexander Philipp Prinz zu Wied-Neuwied (1782–1867) benannte Prinz Maximilian zu Wied-Stiftung. Ferner unterstützt der Förderkreis Altsteinzeit e. V. die Forschung, Vermittlung und Lehre.

## Lage
Schloss Monrepos (frz. „Meine Ruhe“) liegt im historischen Naherholungsgebiet zwischen den UNESCO Welterben Oberes Mittelrheintal und Obergermanisch-Rätischer Limes. Die ehemalige Sommerresidenz des Fürstenhauses zu Wied liegt auf den Anhöhen über der Stadt Neuwied, inmitten ausgedehnter Wälder am Rande des Westerwaldes. Hier kreuzen sich Fernwanderwege wie der Rheinsteig, der Limeswanderweg und der Rheinhöhenweg.

## Geschichte

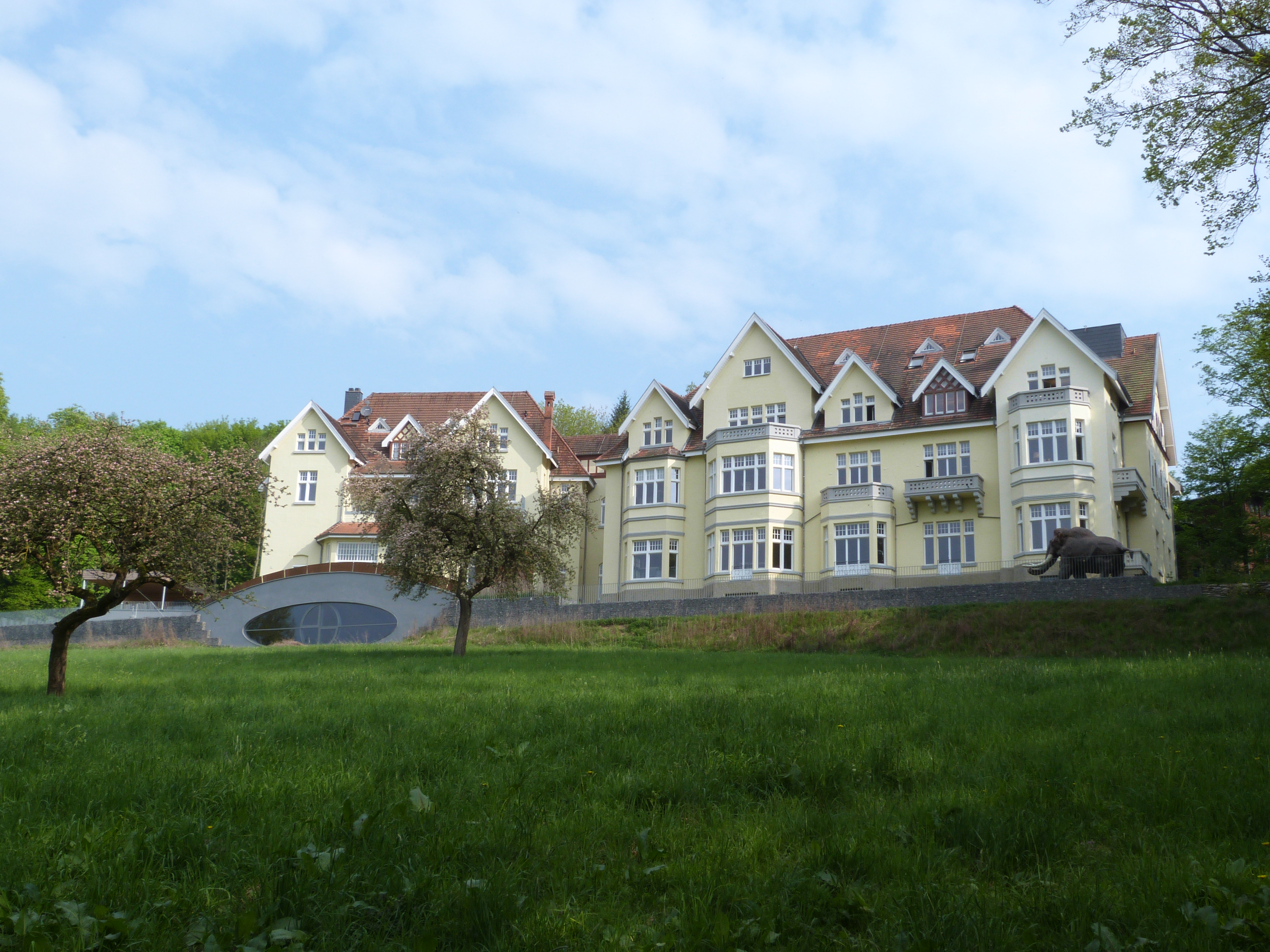
Schloss Monrepos 2013 nach den Umbauarbeiten

Das zwischen 1891 und 1909 erbaute Gebäude ist heute gemeinhin als Schloss Monrepos bekannt.
Die „wissenschaftliche Keimzelle“ des heutigen Forschungszentrums und Museums liegt in der Entdeckung und Erforschung bedeutender altsteinzeitlicher Fundstellen im Neuwieder Becken (z. B. Niederbieber, Gönnersdorf, Bad Breisig) seit Ende der 1960er Jahre. 1986 wurde dann die Forschungsabteilung Altsteinzeit des Römisch-Germanischen Zentralmuseums gegründet, die schließlich 1988 in das renovierte Palais einzog. Gleichzeitig mit dem Umzug wurde das Museum für die Archäologie des Eiszeitalters eingerichtet und eröffnet.
Bereits 1986 hatte Fürst Friedrich Wilhelm zu Wied den ehemaligen Witwensitz seiner Familie in die neu gegründete Prinz Maximilian zu Wied-Stiftung eingebracht, deren Zweck vornehmlich der Erhaltung des historischen Gebäudes dient.
Unter seinem Gründer Gerhard Bosinski war der Forschungsbereich Altsteinzeit eng mit dem Institut für Ur- und Frühgeschichte der Universität zu Köln verbunden. Seit 2003 obliegt die Leitung des Hauses Sabine Gaudzinski-Windheuser, Institut für Altertumswissenschaften, Vor und Frühgeschichtliche Archäologie der Johannes Gutenberg-Universität Mainz (JGU).
2005 wurde die Dauerausstellung des Museums für die Archäologie des Eiszeitalters erstmals modernisiert. Weitere umfassende Sanierungs- und Ausbaumaßnahmen am Gebäude sowie eine völlige Neukonzeption der Ausstellung bedingten 2010 eine vorübergehend Schließung des Museums. Die neue Dauerausstellung »MenschlICHes VERSTEHEN« wurde schließlich 2014 eröffnet.
Mit der Neukonzipierung der Ausstellung und der strategischen Neuausrichtung des Forschungsbereichs ging außerdem eine Namensänderung einher. Aus dem »Forschungsbereich Altsteinzeit« und dem »Museum für die Archäologie des Eiszeitalters« wurde 2012 Monrepos – Archäologisches Forschungszentrum und Museum für menschliche Verhaltensevolution.
2017 erfolgte schließlich die Einrichtung des TraCEr-Labors. Dieses widmet sich der Gebrauchsspurenanalyse an altsteinzeitlichen Fundstücken.

## Zeitlicher und geographischer Forschungsrahmen
Die Forschungen in Monrepos widmen sich der frühen Menschheitsgeschichte der Alten Welt von ihren Anfängen bis zum Beginn von Ackerbau und Viehzucht. In den 1980er und frühen 1990er Jahren lag der Schwerpunkt auf der Erforschung der reichen Fundstellen des Neuwieder Beckens und seiner Umgebung: Der etwa 600.000 Jahre alte Fundplatz Miesenheim gehört zu den ältesten Siedlungsplätzen in Mitteleuropa. Die neandertalerzeitlichen Fundstellen auf den Osteifelvulkanen wie dem Schweinskopf, den »Wannen«, dem Tönchesberg und dem Plaidter Hummerich sind weltweit die einzigen Siedlungsplätze dieser Art von Neandertalern. Mit den Fundplätzen Andernach-Martinsberg und Gönnersdorf wurden wichtige Archive des Magdalénien ausgegraben und erforscht. Die zusammenhängende Betrachtung der von Monrepos erforschten späteiszeitlichen Fundstellen im Neuwieder Becken (Federmesser-Gruppen), namentlich Niederbieber, Bad Breisig, Kettig, Urbar und Andernach-Martinsberg, erlaubt einzigartige Einblicke in die Landschaftsnutzung dieser Zeit.
Seit Ende der 1990er Jahre hat sich der geographische Rahmen der Forschungen ausgeweitet. In internationalen Kooperationsprojekten wurden die Fundstellen Ubeidia und Gesher Benot Ya’aqov in Israel untersucht. Mit Dmanisi (Georgien) war Monrepos ebenfalls an der Erforschung der ältesten eurasische Fundstelle mit menschlichen Überresten beteiligt. In Zusammenarbeit mit weiteren Forschungseinrichtungen untersuchte das Institut die frühesten Fundstellen Osteuropas in Rumänien und Kasachstan sowie das Verhalten früher moderner Menschen in Marokko, an der Fundstelle Taforalt. Hier wurde der älteste Schmuck der Menschheit gefunden. Aktuell sind Archäologen aus Monrepos u. a. an Ausgrabungs- und Forschungsprojekten in Äthiopien, Armenien, China, Israel und auf der Iberischen Halbinsel beteiligt.
Forschungen zur Mittelsteinzeit wie an den Fundplätzen Duvensee oder Bedburg-Königshoven sind die chronologisch jüngsten in Monrepos.

## Forschungsleitbild
Ziel der Forschungs- und Vermittlungsarbeit ist das Verständnis der wesentlichen Verhaltensmerkmale des heutigen Menschen, deren Wurzeln bis in die Alt- und Mittelsteinzeit vor 2,5 Millionen Jahren bis vor ca. 7500 Jahren entwickelten.
Monrepos gehört zu den wenigen archäologischen Forschungseinrichtungen, die sich an einem eigenen Forschungsleitbild orientieren. Es definiert das Forschungsziel und transportiert die zu seinem Erreichen notwendige Vorgehensweise. Das Forschungsleitbild gründet auf einem integrativen, ganzheitlichen Verständnis von Forschung. Somit hebt es die traditionellen Fakultätsgrenzen zwischen Geistes- und Naturwissenschaften auf. Durch das Forschungsleitbild werden verschiedene Quellen und Kontexte, geschichtlich nacheinander (diachron) miteinander verknüpft. Sie sind in drei Untersuchungseinheiten gebündelt: „Zeitscheiben“, „Strategien“ und „Soziale Organisation“. „Zeitscheiben“ widmet sich dem Fragenkomplex, wo, wann und unter welchen Rahmenbedingungen sich menschliches Verhalten manifestiert. Die Untersuchungseinheiten „Strategien“ und „Soziale Organisation“ suchen Überlebensstrategien und Verhaltensmuster sowie ihre soziale Einbettung zu identifizieren.
Das Forschungsleitbild ist diachron und perspektivisch ausgerichtet. Das bedeutet, es nimmt systematisch Blickwinkel aus unterschiedlichen Zeit- und Auflösungsebenen ein. Große Bildflächen bieten Orientierung, kleinere eine punktuell hohe Auflösung. Durch den synthetischen Abgleich der drei Untersuchungseinheiten und den vergleichenden Transfer zwischen den verschiedenen Zeit- und Auflösungsebenen kann die Entwicklung menschlichen Verhaltens in der Alt- und Mittelsteinzeit rekonstruiert werden.

## Forschungsschwerpunkte
Besonders relevante Forschungsthemen für das Verständnis der Verhaltensentwicklung des frühen Menschen sind die Entwicklung der Ernährung, der Mobilität, des Siedlungsverhaltens und der Landschaftsnutzung der Jäger und Sammler der Alt- und Mittelsteinzeit.

### Kalibrierung und Datierungsprogramme
Seit Mitte der 80er Jahre arbeitet Monrepos am Aufbau und der Verfeinerung der absoluten Chronologie des europäischen Paläolithikums. Dazu wurden umfassende Datierungsprogramme zum Jungpaläolithikum initiiert. Innovative Kalibrierungsmethoden wurden von Olaf Jöris (Monrepos) und Bernhard Weninger (Universität Köln) entwickelt und bereits Mitte der 1990er Jahre mit der Kalibrationsprogramm Calpal manifestiert. Die kalibrierten 14C-Daten werden mit relevanten Paläoumweltarchiven verglichen. Archäologie und Umweltwandel sind so genau miteinander korrelierbar.

### Ernährung
In der Entwicklung der frühmenschlichen Ernährung spielt die Großwildjagd eine besondere Rolle. In ihrer Erforschung hat Monrepos durch einen ausgefeilten archäozoologischen Methodenapparat und diachrone Forschungen international Standards gesetzt. So gelang erstmals der archäologische Nachweis der frühmenschlichen Großwildjagd und ihrer evolutionären Bedeutung.
Von großem Interesse ist in diesem Zusammenhang auch die Frage, wie sich die Menschen zu verschiedenen Zeiten und in unterschiedlichen Klimaphasen in der Landschaft bewegt und ihre Ressourcen genutzt haben. Dies untersuchen die Wissenschaftler des Monrepos derzeit an verschiedenen Fundplätzen in Armenien in den Regionen Kalavan und Ararat. Weitere Fundstellen, die in diesem Zusammenhang untersucht wurden oder werden, sind beispielsweise die Kulna-Höhle in Tschechien, die Balver Höhle im Sauerland oder die Freilandfundstelle Neumark-Nord in Sachsen-Anhalt.
Weitere Forschungsprojekte zum Thema Ernährung richten sich auf die späte Eiszeit und das frühe Holozän. Arbeiten an den Wohnplätzen von Duvensee konnten erstmals die wichtige Bedeutung pflanzlicher Nahrung (Haselnüsse) in der frühen Nacheiszeit nachweisen.

### Siedlungsverhalten
Analysen zur Entwicklung von Siedlungsverhalten und Landschaftsnutzung bzw. ihrer Entzifferung aus dem archäologischen Befund sind ein weiterer Forschungsschwerpunkt in Monrepos. Flächengrabungen großer paläolithischer bzw. altsteinzeitlicher Freilandfundplätze wie vor allem in Gönnersdorf stellten von Beginn an die systematische Erforschung von Siedlungsstrukturen in den Vordergrund. Aktuelle Forschungen nutzen innovative GIS-gestützte geostatistische Verfahren, die verifizierbare quantitative Analysen zur Siedlungsdynamik ermöglichen. Das große Spektrum untersuchter Siedlungsplätze ermöglicht eine diachrone Rekonstruktion der Entwicklung von Siedlungsverhalten und Landschaftsnutzung in Abhängigkeit von Umweltwandel und sozioökonomischen Hintergründen. Verschiedene Forschungsprojekte beschäftigten bzw. beschäftigen sich mit der Entwicklung von Siedlungsverhalten und der Landschaftsnutzung an Fundplätzen Bilzingsleben, Neumark-Nord, Niederbieber, Breitenbach, der Magdalenahöhle, Duvensee, Gönnersdorf, Andernach, Oelknitz.

### Kunst

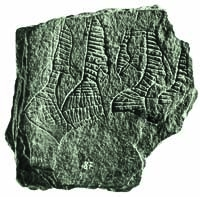
Venusdarstellungen von Gönnersdorf

Die eingehende Untersuchung paläolithischer Kunst ist eine weitere Besonderheit der Arbeiten in Monrepos. Sie begann mit der Entdeckung und Bearbeitung der berühmten magdalénienzeitlichen gravierten Schieferplatten in Gönnersdorf durch Gerhard Bosinski. So gelang erstmals der umfassende Nachweis paläolithischen Kunstschaffens auch in Mitteleuropa. Frauen vom „Typ Gönnersdorf“ sind seitdem eine feste und international adaptierte Größe in der Kunstforschung. Die Kunstanalysen in Monrepos zeichnen sich durch ihre kontextuelle Herangehensweise aus und fokussieren auf Gestaltungsprinzipien und Herstellungstechniken. Innovative 3D-Analysen der Schieferplatten kamen erstmals in den frühen 2000er Jahren zum Einsatz.

### Experimentelle Archäologie
Monrepos führt bereits seit den 80er Jahren systematische und kontrollierte Experimente unter Laborbedingungen durch, beispielsweise zu Jagdtechniken, Tierzerlegung und Taphonomie (Fossilisationslehre) durch.
In diesem Zusammenhang konnten im Rahmen einer internationalen Studie unter der Leitung von Sabine Gaudzinski-Windheuser die ältesten unzweifelhaften Jagdverletzungen der Menschheitsgeschichte untersucht und in einem innovativen, experimentellen ballistischen Versuchsaufbau mit Hilfe modernster Bewegungssensorik exakt reproduziert werden.

### Resilienzfaktoren
Seit 2019 beschäftigt sich Monrepos mit der Erforschung von Resilienz, also der Fähigkeit von Menschen, in Stress- und Krisensituationen widerstandsfähig zu bleiben. In dem großen Forschungsprojekt »Resilienzfaktoren in diachroner und interkultureller Perspektive – Was macht den Menschen widerstandsfähig?« arbeiten Monrepos und das RGZM mit vielen anderen Einrichtungen zusammen, um herauszufinden, was Menschen in schwierigen Zeiten stark macht. Ziel ist es, zu verstehen, wie Menschen in der Vergangenheit Herausforderungen wie Stress- und Krisensituationen überstanden haben.
Ziel des Projekts ist es herauszufinden, wie der Mensch in der Vergangenheit traumatische Situationen und Ereignisse, wie Krankheiten, Kriege oder auch Flucht überleben und bewältigen konnte. Die Archäologie im Allgemeinen, aber insbesondere auch die pleistozäne Archäologie, bietet für die Beantwortung dieser Frage eine wichtige und interessante Datenbasis, die viele 100.000 Jahre zurück reicht.

## Human Roots Award
2017 rief Monrepos den Human Roots Award ins Leben. Ziel des internationalen Archäologiepreises ist es, den „interdisziplinären wissenschaftlichen Dialog zu fördern und das öffentliche Bewusstsein für die Relevanz der Erkenntnisse aus der Erforschung der Menschwerdung für die Zukunft der Menschheit zu schaffen“. Der Preis wird jährlich auf Schloss Monrepos bei Neuwied ausgelobt und ehrt Archäologen oder Wissenschaftler aus Nachbardisziplinen für Leistungen, die außerordentlichen Einfluss auf das Verständnis der Verhaltensevolution des Menschen genommen haben. Die Schirmherrschaft des Preises hatte zunächst Irenäus Eibl-Eibesfeldt. Nach seinem Tod übernahm Richard Dawkins diese Aufgabe. Die bisherigen Preisträger waren Richard Dawkins (Ethologe und Evolutionsbiologe, 2017), Steven Pinker (Psychologe und Kognitionswissenschaftler, 2018) und Robin Dunbar (Evolutionspsychologe, 2019).

## Lehre und Nachwuchsförderung
Die Forschungsinstitution Monrepos ist heute als wichtiger Ausbildungsstandort eng mit der Johannes-Gutenberg-Universität in Mainz verbunden. Regelmäßige Lehrveranstaltungen der Mitarbeiter von Monrepos am Institut für Altertumswissenschaften, Vor- und Frühgeschichtliche Archäologie vermitteln im Rahmen des Moduls Pleistozäne Archäologie das Thema der menschlichen Verhaltensentwicklung in der Alt- und Mittelsteinzeit an die Studenten.
Monrepos bietet Fachstudenten darüber hinaus in verschiedenen Bereichen die Möglichkeit, i Rahmen von Praktika erste praktische Erfahrungen zu sammeln und ihre Kenntnisse zu vertiefen.
Neben der wissenschaftlichen Ausbildung legt Monrepos großen Wert auf die Förderung des wissenschaftlichen Nachwuchses in Form verschiedener Stipendien. Während das Stipendium der Prinz-Maximilian-zu-Wied-Stiftung Promotionsvorhaben junger Wissenschaftler fördert, richten sich verschiedene Postdoc Stipendien der Leibniz-Gemeinschaft an junge Wissenschaftler, die am Beginn ihrer Karriere stehen.
Weitere Möglichkeiten seit 2013 bietet auch das Graduiertenkolleg 1876 »Frühe Konzepte von Menschen und Natur«, in das Monrepos ebenfalls involviert ist.

## Museum

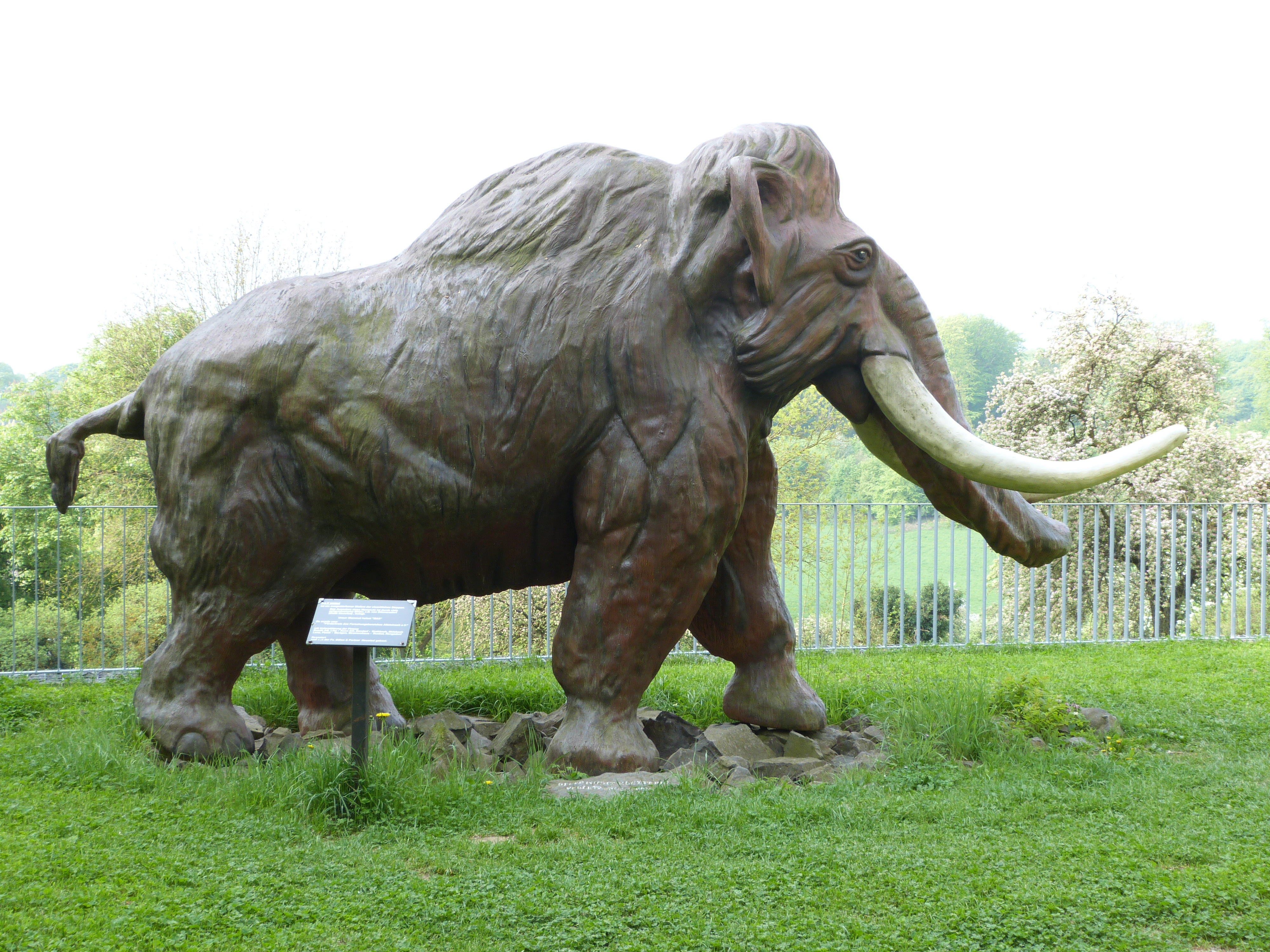
Mammutskultptur „Max“

Mit Einzug des Forschungsbereichs Altsteinzeit des Römisch-Germanischen Zentralmuseums in das Palais Waldheim am 29. April 1988 öffnete auch das Museum für die Archäologie des Eiszeitalters seine Pforten.
Auf eine erste Modernisierung der Dauerausstellung im Jahr 2005 folgten von 2011 bis 2014 weitere umfassende Sanierungs- und Ausbaumaßnahmen, die eine vorübergehende Schließung des Museums mit sich führten. 2012 erfolge schließlich die Umbenennung der Einrichtung in »Monrepos Archäologisches Forschungszentrum und Museum für menschliche Verhaltensevolution«.
Mit der Wiedereröffnung am 15. Juli 2014 wurde auch die neue Dauerausstellung »MenschlICHes VERSTEHEN« der Öffentlichkeit zugänglich gemacht. Darin werden die Forschungsergebnisse des Instituts erlebbar gemacht. Als »Fenster in die Öffentlichkeit« präsentiert sie aktuelle Forschungsergebnisse und macht die Evolution des menschlichen Verhaltens zu einer unterhaltsamen und erlebbaren Reise zurück zu den eigenen Wurzeln. »MenschlICHes VERSTEHEN« bedeutet Forschung in eigener Sache: Exponate müssen entdeckt, erlebt und interpretiert werden. Das klassische museale »Bitte nicht anfassen« ist außer Kraft gesetzt. Umso einprägsamer sind die Erkenntnisse, die man über sich selbst, seine Vorfahren und seine Zeitgenossen mit nach Hause nimmt. Die Botschaft an die Besucher lautet: Neugier lohnt sich – heute wie schon vor über 2,6 Millionen Jahren.
Die Ausstellung ist barrierefrei.
Die Museumsleitung hatte 2018 bis 2019 Marcus Coesfeld und hat seit August 2019 Frank Moseler inne.

## Vermittlung
Die Wissenschaftsvermittlung ist ein fundamentaler Bestandteil der Forschung in Monrepos. Vor der Neukonzeptionierung des Museums verbanden Sonderausstellungskonzepte wie das der Ausstellung „GANZ ALT – die Archäologie des Eiszeitalters umgesetzt von Otmar Alt“ die Altsteinzeit mit moderner Kunst und aktuellen Gesellschaftsthemen. An Pfingsten stellte die »SteinZeitreise« den praktischen, greifbaren Bezug zum Leben in der Altsteinzeit her und Experimente zu steinzeitlichem Handwerk, Nahrungszubereitung, Jagd und archäologischer Praxis konnten von jedermann erprobt werden. Von 1987 bis 2016 zählte die Rudolf-Virchow-Vorlesung zu den ältesten öffentlichen Vorlesungsreihen zur alt- und mittelsteinzeitlichen Archäologie.
Mit der Wiedereröffnung des Museums 2014 und der neuen Dauerausstellung folgten ebenfalls neue Vermittlungsformate, die seitdem fortlaufend weiterentwickelt werden, um einem breiten Publikum die aktuellen Forschungsergebnisse begreifbar zu machen. Dazu zählen zum einen die Dialoge zur Pleistozänen Archäologie (kurz DiPa) — eine öffentliche Veranstaltung, die den wissenschaftlichen Austausch ermöglicht. Zum anderen ein breites Spektrum an In- und Outdoor-Workshops und Führungen zu Ernährungs- und Gesundheitsfragen, Klimawandel und Naturerlebnis oder auch zur Entstehung von Glaube oder der Rolle der Frau in der Altsteinzeit. Ziel dieser Formate ist es, zu zeigen, was das Leben unserer Vorfahren mit der heutigen Gesellschaft zu tun hat und wie viel Vorzeit oder auch Vorfahr noch in einem jeden von uns steckt.
Als zertifizierter außerschulischer Lernort bietet das Forschungszentrum zudem Inhalte für die Fächer Geschichte, Biologie, Erdkunde, Kunst, aber auch Ethik und Philosophie. Das museumspädagogische Programm ist differenziert aufgebaut für Schulklassen aller Altersstufen und Schultypen.

## Ausstattung

### Labor für Gebrauchsspurenforschung und kontrollierte Experimente
Das Labor für Gebrauchsspurenforschung und kontrollierte Experimente (TraCEr: Laboratory for Traceology and Controlled Experiments) stellt seit 2017 durch seine spezifische Zielsetzung einen neuartigen Beitrag zum Forschungsziel des Instituts dar: Durch experimentell unterstützte funktionelle Studien werden methodologische Entwicklungen und grundlegende Forschung innerhalb der pleistozänen und frühholozänen Archäologie vereint.

### Labor für Zooarchäologie und Taphonomie
Die osteologische Sammlung enthält vor allem Tierknochen und einen kleinen Grundstock menschlicher Skelettteile. Der Schwerpunkt der Sammlung liegt auf der Fauna des heutigen und des eiszeitlichen Europas. Neben Großsäugern enthält sie auch eine Sammlung rezenter Kleintierreste. Eine Besonderheit ist die taphonomische Sammlung. Sie enthält Vergleichsmaterial zur Altersbestimmung und zur Identifizierung von Schnitt- und Schlagspuren im Gegensatz zu natürlichen Veränderungen wie Wurzelfraß oder Pathologien.

### Bibliothek
Die Bibliothek auf Schloss Monrepos umfasst mehr als 80.000 Titel zur alt- und mittelsteinzeitlichen Archäologie und wird laufend durch Neuerscheinungen aktualisiert. Eine umfangreiche Sonderdrucksammlung und eine elektronische Zeitschriftenbibliothek ergänzen den Bestand.
Die Monrepos-Bibliothek ist eine Präsenzbibliothek. Bücher können nur vor Ort und nach Anmeldung eingesehen werden.

### Lithothek
Die Rohmaterialsammlung enthält Proben von Feuersteinen, die in der Alt- und Mittelsteinzeit zu Werkzeugen verarbeitet wurden. Derzeit umfasst die Sammlung gut 230 Gesteinsproben unterschiedlicher Herkunft mit Schwerpunkt Rheinland.

### Studiensammlung
Die Studiensammlung enthält etwa 4800 Artefakte aus der Alt- und Mittelsteinzeit der alten Welt. Sie umfasst sowohl Originale als auch hochwertige Kopien aus den Restaurierungswerkstätten des RGZM. Ein wichtiger Teil der Studiensammlung ist das Venusstatuetten-Archiv. Mit über 50 Statuetten ist es die weltweit größte Sammlung dieser Art. Neben einigen Originalen enthält es Abgüsse nahezu aller bis heute entdeckten Frauenfiguren des mittleren Jungpaläolithikums. Gravierte Schieferplatten aus Gönnersdorf und Statuetten des frühen und späten Jungpaläolithikums bilden weitere Sammlungsschwerpunkte.

### Bildarchiv
Das Bildarchiv dokumentiert die Ausgrabungen des Forschungszentrums in Europa und Asien sowie die weltweit bedeutendsten Funde aus dem Paläolithikum und Mesolithikum. Die Digitalisierung und Retro-Inventarisierung der über 38.000 Diapositive wurde 2014 abgeschlossen. Die Datenbank wird in Kürze über das Internet öffentlich zugänglich sein. Ein wichtiger Bestandteil des Bildarchivs ist die Schenkung Heidelof, eine wertvolle Sammlung von 298 Bildern französischer und spanischer Höhlenmalereien aus heute teilweise verschlossenen Höhlen, die eine 3D-Projektion der Felsbilder ermöglichen.

### CalPal
Das Programm CalPal rechnet Radiokarbondaten (C14) in Kalenderjahre um. Die kalibrierten 14C-Daten werden mit relevanten Paläoumweltarchiven verglichen. Archäologie und Umweltveränderungen können so genau korreliert werden. CalPal wurde in langjähriger Zusammenarbeit mit der Universität Köln entwickelt. CalPal unterstützt die Forschung zu pleistozänen Hominiden und deren Reaktionen auf Klimawechsel.